# Le Capitaine Slip
 (février 2025).
La mise en forme du texte ne suit pas les recommandations de Wikipédia : il faut le « wikifier ».
Les points d'amélioration suivants sont les cas les plus fréquents. Le détail des points à revoir est peut-être précisé sur la page de discussion.
- Les titres sont pré-formatés par le logiciel. Ils ne sont ni en capitales, ni en gras.
- Le texte ne doit pas être écrit en capitales (les noms de famille non plus), ni en gras, ni en italique, ni en « petit »…
- Le gras n'est utilisé que pour surligner le titre de l'article dans l'introduction, une seule fois.
- L'italique est rarement utilisé : mots en langue étrangère, titres d'œuvres, noms de bateaux, etc.
- Les citations ne sont pas en italique mais en corps de texte normal. Elles sont entourées par des guillemets français : « et ».
- Les listes à puces sont à éviter, des paragraphes rédigés étant largement préférés. Les tableaux sont à réserver à la présentation de données structurées (résultats, etc.).
- Les appels de note de bas de page (petits chiffres en exposant, introduits par l'outil «  Source ») sont à placer entre la fin de phrase et le point final[comme ça].
- Les liens internes (vers d'autres articles de Wikipédia) sont à choisir avec parcimonie. Créez des liens vers des articles approfondissant le sujet. Les termes génériques sans rapport avec le sujet sont à éviter, ainsi que les répétitions de liens vers un même terme.
- Les liens externes sont à placer uniquement dans une section « Liens externes », à la fin de l'article. Ces liens sont à choisir avec parcimonie suivant les règles définies. Si un lien sert de source à l'article, son insertion dans le texte est à faire par les notes de bas de page.
- La présentation des références doit suivre les conventions bibliographiques. Il est recommandé d'utiliser les modèles {{Ouvrage}}, {{Chapitre}}, {{Article}}, {{Lien web}} et/ou {{Bibliographie}}. Le mode d'édition visuel peut mettre en forme automatiquement les références.
- Insérer une infobox (cadre d'informations à droite) n'est pas obligatoire pour parachever la mise en page.

Pour une aide détaillée, merci de consulter Aide:Wikification.
Si vous pensez que ces points ont été résolus, vous pouvez retirer ce bandeau et améliorer la mise en forme d'un autre article.
Le Capitaine Slip (titre original en anglais : Captain Underpants), ou Les Aventures du Capitaine Bobette au Québec, est une série de livres pour les enfants de Dav Pilkey.
DreamWorks Animation a adapté la série en film d'animation, le film est sorti en 2017.
En 2016, la série a été vendue à plus de 70 millions d'exemplaires (50 millions aux États-Unis), et traduite en près de 20 langues.

## Personnages
- Georges Beard et Harold Hutchins (Georges Barnabé et Harold Hébert au Québec) sont les héros des livres. Ils sont les fondateurs des "Éditions de l'arbre inc." Georges porte une cravate et les cheveux en brosse. Harold porte un t-shirt. Ils adorent changer les lettres des menus.
- M. Krupp / Le Capitaine Slip (Abélard Bougon / Capitaine Bobette au Québec) est le directeur de l'école Jérôme-Horwitz. Quand on claque des doigts, Krupp devient le capitaine Slip.
- Mme Ribble (Mme Rancier au Québec) est la maîtresse de Georges et Harold. Elle se transforme en Madame Culotte.
- Mlle Anthrope (Mme Empeine au Québec) est la secrétaire de l'école Jérôme-Horwitz.
- M. Meaner (M. Meaner en France) est le professeur de gymnastique de l'école Jérôme-Hébert. Il est obèse.
- Melvin Sneedly (Louis Labrecque au Québec) est l'intello de l'école Jérôme-Hébert. Il porte des lunettes et un nœud papillon. Il est devenu Biocrotte Dené dans le 6e tome.
- Fifi Ti-Père (Tippy Tinkletrousers en anglais) était connu comme Pippy P. Poopypants (K. K. Prout au Québec) avant de changer son nom. Le professeur Poopypants renommait tous les habitants de la terre dans le 4e livre.
- M. Fyde (M. Barnicle au Québec) était le prof de science à l'école Jérôme-Horwitz. Il a démissionné de sa position dans le 4e livre après avoir halluciné les mésaventures de Georges et Harold.
- Kipper Krupp (Bruno Bougon au Québec) est le neveu brute du directeur.
- Sulu est l'ancien hamster de Melvin. Il a été adopté par Georges et Harold avec Galette le ptérodactyle (Crackers en anglais).
- Zorx, Klax et Babette (Babette s'appelle Jennifer au Québec) sont trois aliens qui voulaient dominer le monde, en se déguisant comme des dames de service.

## Controverses
D'après l'American Library Association, les livres du Capitaine Slip ont été bannis de diverses bibliothèques à cause de leur humour scatologique.
En 2015, le 12e opus du Capitaine Slip est sujet à controverse, parce que Harold se marie avec un homme.

## Liste de livres au Québec
Les aventures de Capitaine Bobette
- Tome 1 : Les aventures du Capitaine Bobette  (ISBN 9780439005432)
- Tome 2 : Capitaine Bobette et l'attaque de toilettes parlantes  (ISBN 9780439985598)
- Tome 3 : Capitaine Bobette et l'invasion des méchantes bonnes femmes de la cafeteria venues de l’espace  (ISBN 9780439985604)
- Tome 4 : Capitaine Bobette et la machination machiavélique du Professeur K.K. Prout  (ISBN 9780439986151)
- Tome 5 : Capitaine Bobette et la colère de la cruelle Madame Culotte  (ISBN 9781443109680)
- Tome 6 : Capitaine Bobette et la bagarre brutale de Biocrotte Dené, 1re partie : La nuit noire des napines morveuses  (ISBN 9780439970082)
- Tome 7 : Capitaine Bobette et la bagarre brutale de Biocrotte Dené, 2e partie : La revanche des ridicules crottes et nez robotiques  (ISBN 9780439966283)
- Tome 8 : Capitaine Bobette et les misérables mauviettes du p’tit coin mauve  (ISBN 9780439948463)
- Tome 9 : Capitaine Bobette et le terrifiant retour de Fifi Ti-Père  (ISBN 9781443125352)
- Tome 10 : Capitaine Bobette et la revanche répugnante des Robos-boxeurs radioactifs  (ISBN 9781443126410) (Mai 2013)
- Album 1 : Capitaine Bobette et son album de jeux extra-croquant  (ISBN 9780439986977)
- Album 2 : Capitaine Bobette et son tout nouvel album de jeux extra-croquant  (ISBN 9780439975667)

Les aventures de Bébé Super-Couche
- Tome 1 : Les aventures de Bébé Super-Couche  (ISBN 9781443109673)
- Tome 2 : L’invasion des voleurs de toilettes  (ISBN 9781443114424)

## Adaptation cinématique
En 2011, DreamWorks Animation achète les droits cinématiques du Capitaine Slip. Divers comédiens, comme Kevin Hart (Georges Beard), Thomas Middleditch (Harold Hutchins), Ed Helms (M. Krupp / le capitaine Slip), Nick Kroll (le professeur Poopypants), et Jordan Peele (Melvin Sneedly), vont figurer dans le casting. Le film sera réalisé par David Soren et adapté par Nicholas Stoller. La fabrication du projet a été confiée au studio français Mikros Image.

## Titres en France
- Les Aventures du capitaine Slip  (ISBN 9782846071031)
- Le Capitaine Slip et l'Attaque des toilettes parlantes  (ISBN 9782846070584)
- Le Capitaine Slip et l'Invasion méga-polissonne des dames de service intergalactiques (et l'assaut 100 % néfaste des morts vivants de la cantine)  (ISBN 9782846071383)
- Le Capitaine Slip et le Plan périlleux du professeur Poopypants  (ISBN 9782846071772)